# Kabinett Dufaure III

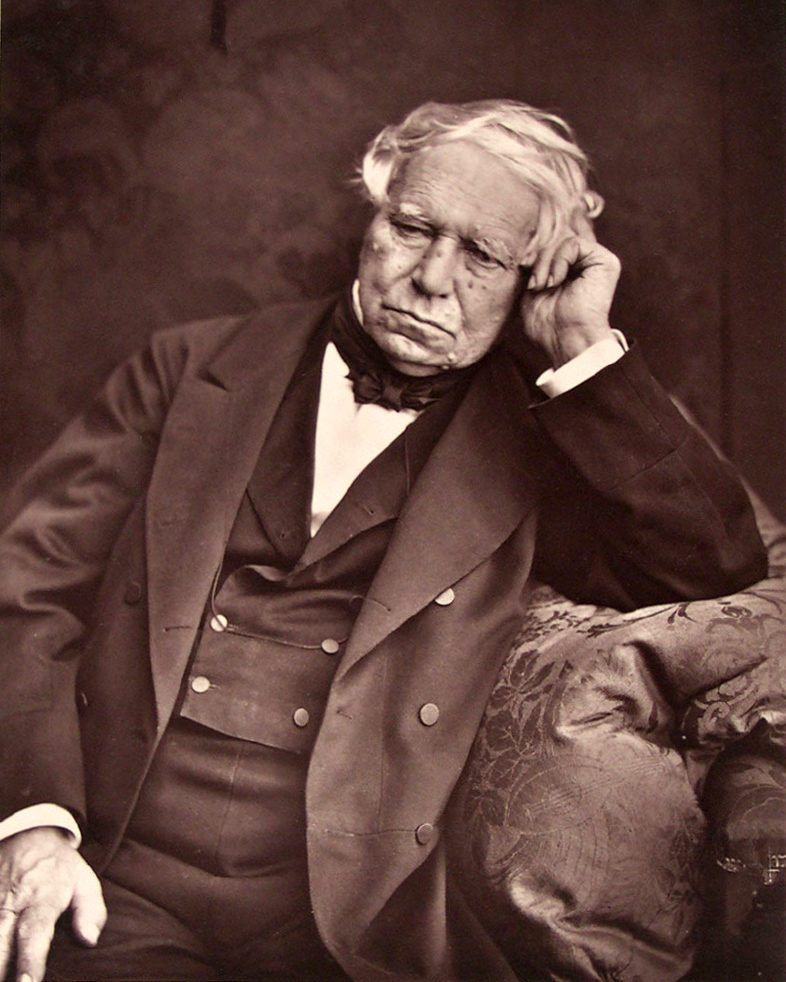
Jules Dufaure war zwischen 1871 und 1873, 1876 sowie von 1877 bis 1879 Premierminister Frankreichs

Das dritte Kabinett Dufaure war eine Regierung der Dritten Französischen Republik. Es wurde am 23. Februar 1876 von Premierminister Jules Dufaure gebildet und löste das Kabinett Buffet ab. Es blieb bis zum 9. März 1876 im Amt und wurde daraufhin vom Kabinett Dufaure IV abgelöst. Dufaure war formell Vice-Président du Conseil, während Staatspräsident Patrice de Mac-Mahon Président du Conseil war.
Im Kabinett waren folgende Gruppen vertreten: Von monarchistischer Seite die Orléanisten (Orl) und auf republikanischer Seite Républicains modérés (RM) und Centre gauche (CG).

## Kabinett
Dem Kabinett gehörten folgende Minister an:
| Amt                                                              | Name                                     | Gruppe | Beginn der Amtszeit | Ende der Amtszeit |
| ---------------------------------------------------------------- | ---------------------------------------- | ------ | ------------------- | ----------------- |
| Premierminister                                                  | Jules Dufaure                            | RM     | 23. Februar 1876    | 9. März 1876      |
| Außenminister                                                    | Louis Decazes                            | Orl    | 23. Februar 1876    | 9. März 1876      |
| Kriegsminister                                                   | Ernest Courtot de Cissey                 | Orl    | 23. Februar 1876    | 9. März 1876      |
| Minister für öffentlichen Unterricht, schöne Künste und Religion | Henri Wallon                             | RM     | 23. Februar 1876    | 9. März 1876      |
| Innenminister                                                    | Jules Dufaure                            | RM     | 23. Februar 1876    | 9. März 1876      |
| Siegelbewahrer und Justizminister                                | Jules Dufaure                            | RM     | 23. Februar 1876    | 9. März 1876      |
| Minister für Marine und Kolonien                                 | Louis Raymond de Montaignac de Chauvance | Orl    | 23. Februar 1876    | 9. März 1876      |
| Finanzminister                                                   | Léon Say                                 | CG     | 23. Februar 1876    | 9. März 1876      |
| Minister für öffentliche Arbeiten                                | Eugène Caillaux                          | Orl    | 23. Februar 1876    | 9. März 1876      |
| Minister für Landwirtschaft und Handel                           | Camille de Meaux                         | Orl    | 23. Februar 1876    | 9. März 1876      |

Dem Kabinett gehörten folgende Sous-secrétaires d’État an:
| Amt               | Name              | Gruppe | Beginn der Amtszeit | Ende der Amtszeit |
| ----------------- | ----------------- | ------ | ------------------- | ----------------- |
| Innenministerium  | Albert Desjardins | Orl    | 23. Februar 1876    | 9. März 1876      |
| Finanzministerium | Louis Passy       | Orl    | 23. Februar 1876    | 9. März 1876      |

## Historische Einordnung
In der kurzen Amtszeit der dritten Regierung Dufaure wurden die letzten Maßnahmen des seit der Pariser Kommune verhängten Belagerungszustands aufgehoben. Bei den Wahlen zur Abgeordnetenkammer waren die Republikaner unter der Führung von Jules Dufaure mit 355 von 533 Sitzen erfolgreich.